# مک‌کانلزتاون (پنسیلوانیا)
مک‌کانلزتاون (به انگلیسی: McConnellstown) یک منطقهٔ مسکونی در ایالات متحده آمریکا است که در شهرستان هانتینگدان، پنسیلوانیا واقع شده‌است. مک‌کانلزتاون ۸٫۳ کیلومتر مربع مساحت و ۱٬۱۹۴ نفر جمعیت دارد و ۲۱۶٫۱۱ متر بالاتر از سطح دریا واقع شده‌است.